# ساری‌قمیش (شهرستان ایسیق‌کول)
ساری‌قمیش (به لاتین: Sary-Kamysh) یک منطقهٔ مسکونی در قرقیزستان است که در شهرستان ایسیق‌کول واقع شده‌است. ساری‌قمیش ۱٬۹۶۳ نفر جمعیت دارد و ۱٬۶۷۵ متر بالاتر از سطح دریا واقع شده‌است.